# Herbert Hiesmayr
Herbert Hiesmayr (* 12. März 1940 in Linz; † 6. Februar 2016) war ein österreichischer Pädagoge, akademischer Maler, Autor und Heimatforscher.

## Leben
Herbert Hiesmayr studierte an der Akademie der bildenden Künste in Wien und lebte ab 1976 in St. Thomas am Blasenstein. Er war bis 1979 Kunsterzieher in Perg und Rohrbach in Oberösterreich und seither freischaffend tätig. Er gehörte der Berufsvereinigung bildender Künstler Oberösterreichs an.
Für seine Forschungsarbeiten in St. Thomas am Blasenstein wurde er zum Ehrenbürger der Marktgemeinde und 2010 vom oberösterreichischen Landeshauptmann zum Konsulenten für Wissenschaft ernannt. Ebenfalls 2010 erzählte er in einer Fernsehreportage über seine archäologischen Grabungen und Forschungen in seinem Heimatort St. Thomas am Blasenstein.

## Ausstellungen
- Herbert Hiesmayr, Malerei. Berufsvereinigung der bildenden Künstler Österreichs, Landeskulturzentrum Ursulinenhof, Linz 1981.
- Herbert Hiesmayr, Landschaft und Porträts. Bummerlhaus, Steyr 1981.
- Herbert Hiesmayr, Malerei Porträts, Landschaften. Hypo-Galerie, Linz 1982.

## Werke
Monografien
- St. Thomas am Blasenstein. 1990. Von den Burgen zur Marktgemeinde. Die Kirche und die Ortsburgställe. Die Burgruinen Klingenberg, Saxenegg und andere Wanderziele. Anhang. Fremdenverkehrsverband St. Thomas am Blasenstein, Druckerei Plöchl, Freistadt 1991.
- Irgenwann in Irgendwo. Band 1 und 2, Novum eco, Neckenmarkt 2010, ISBN 978-3-85251-943-2.

Beiträge
- Der Turm zu Steinruck auf der Pammerhöhe in Rechberg. In: Oberösterreichische Heimatblätter. Jahrgang 44, Linz 1990, S. 64–66 (ooegeschichte.at [PDF; 690 KB]).
- Der Burgstall Ober-Blasenstein in St. Thomas am Blasenstein, Bezirk Perg, Oberösterreich. In: Jahrbuch des Oberösterreichischen Musealvereines. Band 142, Linz 1997, S. 45–52 (zobodat.at [PDF; 1,9 MB]).
- Landschaften und Blumenstillleben. In: Museum Lauriacum. Katalog Nr. 41 der Verkaufsausstellung 2005, Enns 2005.
- Beiträge im Heimatbuch Rechberg, Mehr als nur Steine. 2009.